# Chi Mồ hôi
Chi Mồ hôi (danh pháp khoa học: Borago), là một chi của 5 loài cây thân thảo với các lá lớn, có lông với vị dịu như của dưa chuột (do lá có tinh dầu chứa 2,6 nonadienal - cũng là thành phần chính trong hương vị dưa chuột), và các hoa màu lam-tía hình sao, được đánh giá cao vì hương vị của chúng. Tại một số khu vực, người ta thường thêm lá mồ hôi vào chè (trà) hay xà lách, còn hoa thì thêm vào rượu vang. Từ thời La Mã, người ta đã cho rằng mồ hôi tạo ra lòng dũng cảm. Hoa mồ hôi hấp dẫn các loài ong.

## Từ nguyên
Danh pháp khoa học Borago là từ Latinh, xuất phát từ tiếng Latinh Trung cổ borrago. Tên gọi borrago nói chung được công nhận là có nguồn gốc từ tiếng Ả Rập; người ta cho rằng nó xuất phát từ tiếng Ả Rập Andalusia abu buraq nghĩa là "cha của mồ hôi" (tiếng Ả Rập tiêu chuẩn abu araq [أبو عرق]) hoặc từ abu huras nghĩa là "cha của sự gồ ghề". Trong trường hợp đầu tiên, lý do là việc sử dụng lá cây mồ hôi trong y học dân gian khu vực Địa Trung Hải để làm ra mồ hôi, còn trong trường hợp thứ hai là do bề mặt thô ráp của cây mồ hôi.
Tên gọi loài cây điển hình và phổ biến nhất (Borago officinalis) trong nhiều ngôn ngữ châu Âu liên quan tới từ borago, như tiếng Anh: borage, tiếng Pháp: bourrache, tiếng Đức: borretsch, tiếng Serbia-Croatia: borač (борач), tiếng Basque: borrai, tiếng Hungary: borrágófű, tiếng Hy Lạp: borantsa (μποράντσα), tiếng Bulgary: porech (пореч), tiếng Hebrew: borag (בוראג).
Mặc cho nguồn gốc Ả Rập của tên gọi borrago, tên gọi trong tiếng Ả Rập hiện đại lại không liên quan gì tới từ borrago. Thay vì thế, cây mồ hôi thường được gọi là himhim (حمحم), một tên gọi chia sẻ chung với các loài thực vật lá thô ráp có họ hàng gần như cây lưỡi bò (Echium và Anchusa). Một tên gọi cụ thể trong tiếng Ả Rập là lisan athaur (لسان الثور) nghĩa là "lưỡi của con bò" (lisan [لسان] "lưỡi" và thaur [ثور] "bò"), dường như là để nói tới các lá dày và thô ráp của nó.
Hương vị dưa chuột đặc trưng của cây mồ hôi cũng làm phát sinh tên gọi cho loài cây này trong một số ngôn ngữ khác như tiếng Thụy Điển: gurkört, tiếng Đức: gurkenkraut, tiếng Hà Lan: komkommerkruid, tiếng Phần Lan: kurkkuyrtti, tiếng Belarus: aguročnik (агурочнік), tiếng Nga: ogurechnaya trava (огуречная трава), tất cả đều có nghĩa là "cỏ dưa chuột". Bên cạnh đó, các tên gọi của vùng Baltic như tiếng Litva: agurklė, tiếng Latvia: gurķumētras và tiếng Estonia: kurgirohi đều có chứa yếu tố "dưa chuột".

## Sách
- Bennett M. (2003) Pulmonarias & the Borage Family. B.T. Batsford, ISBN 0-7134-8732-1
- Icon Health (2004) Borage Oil - A Medical Dictionary, Bibliography, and Annotated Research Guide to Internet References. Icon Health Publications, ISBN 0-497-00169-1

## Hình ảnh

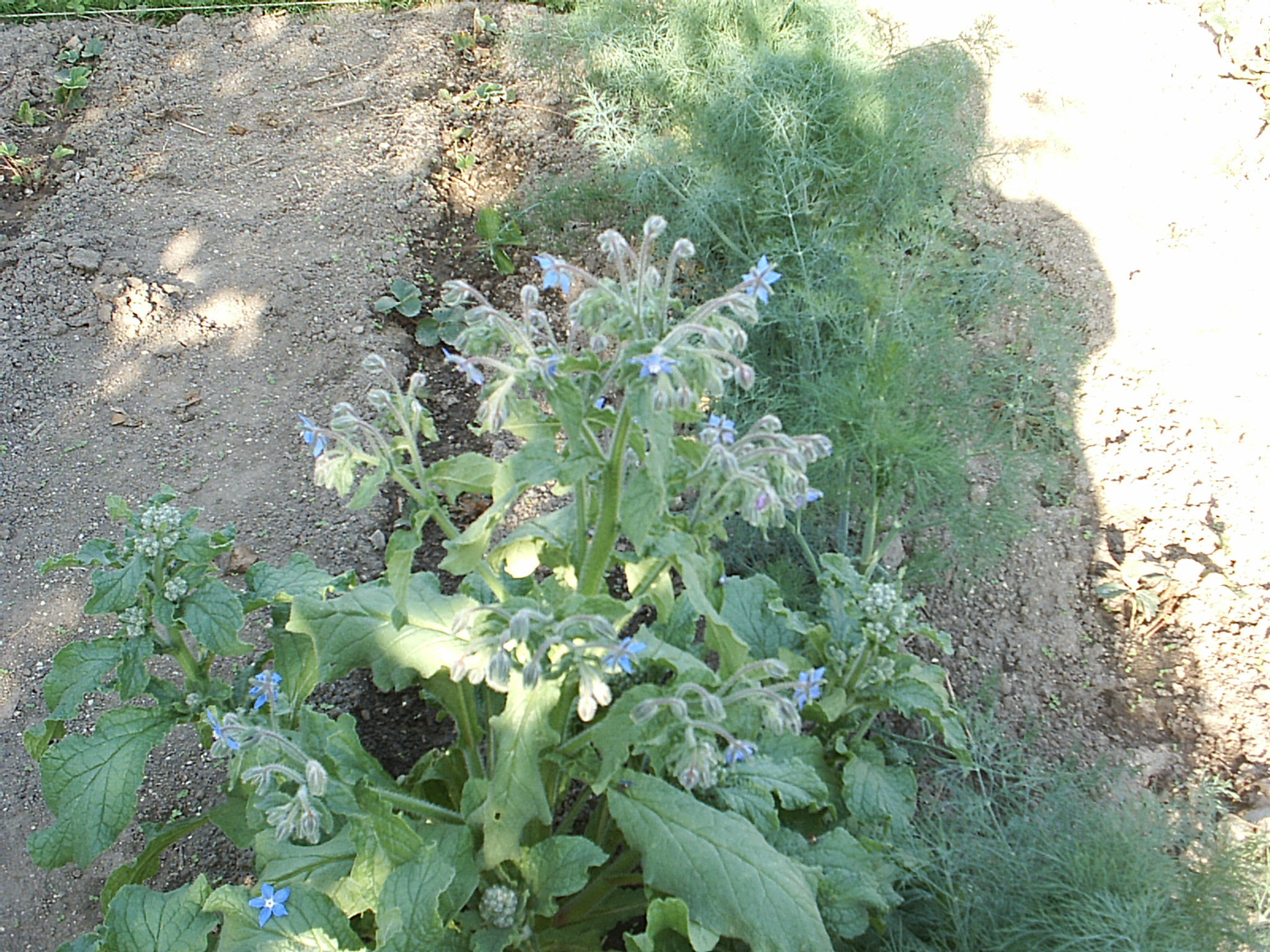
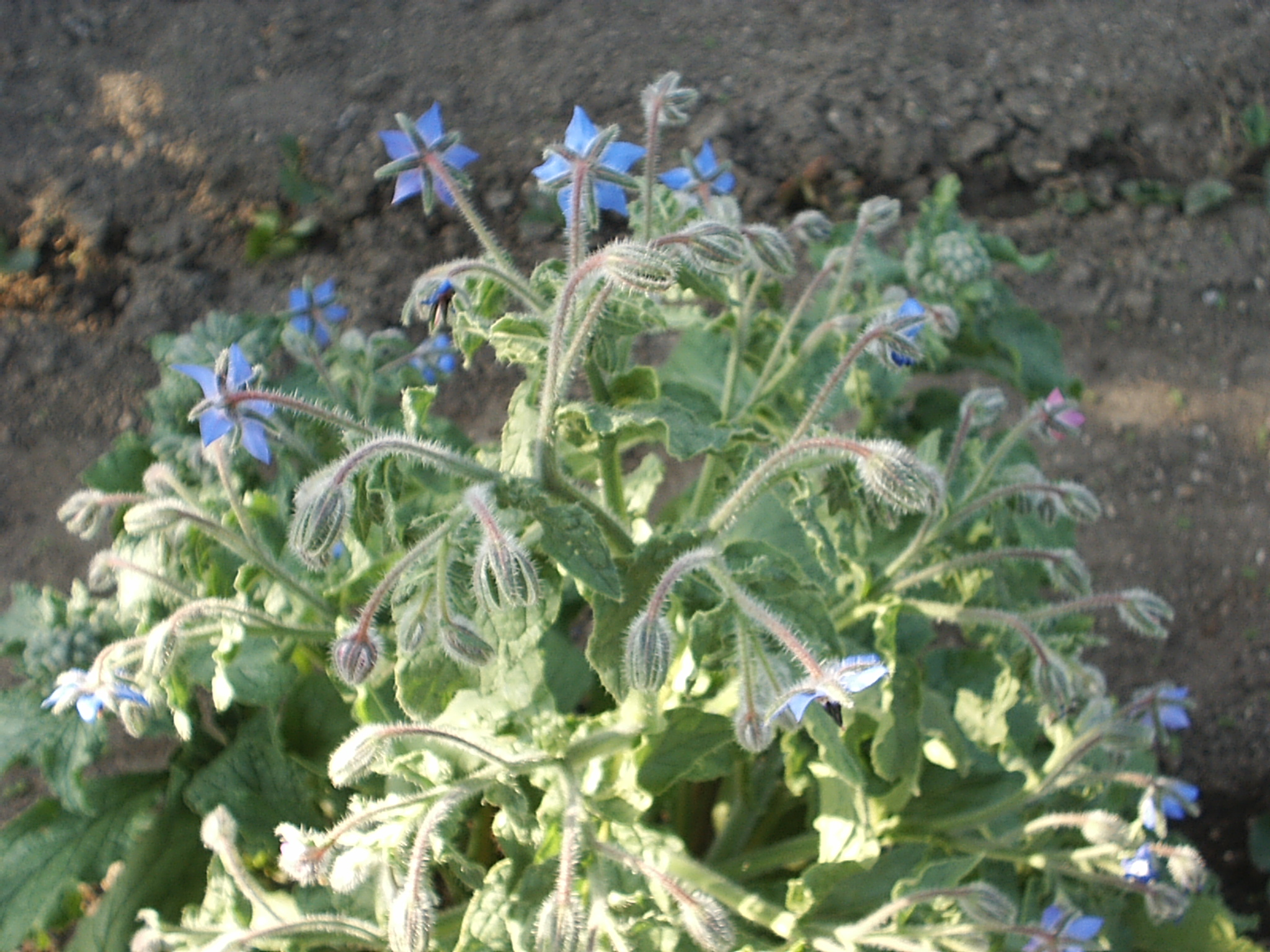
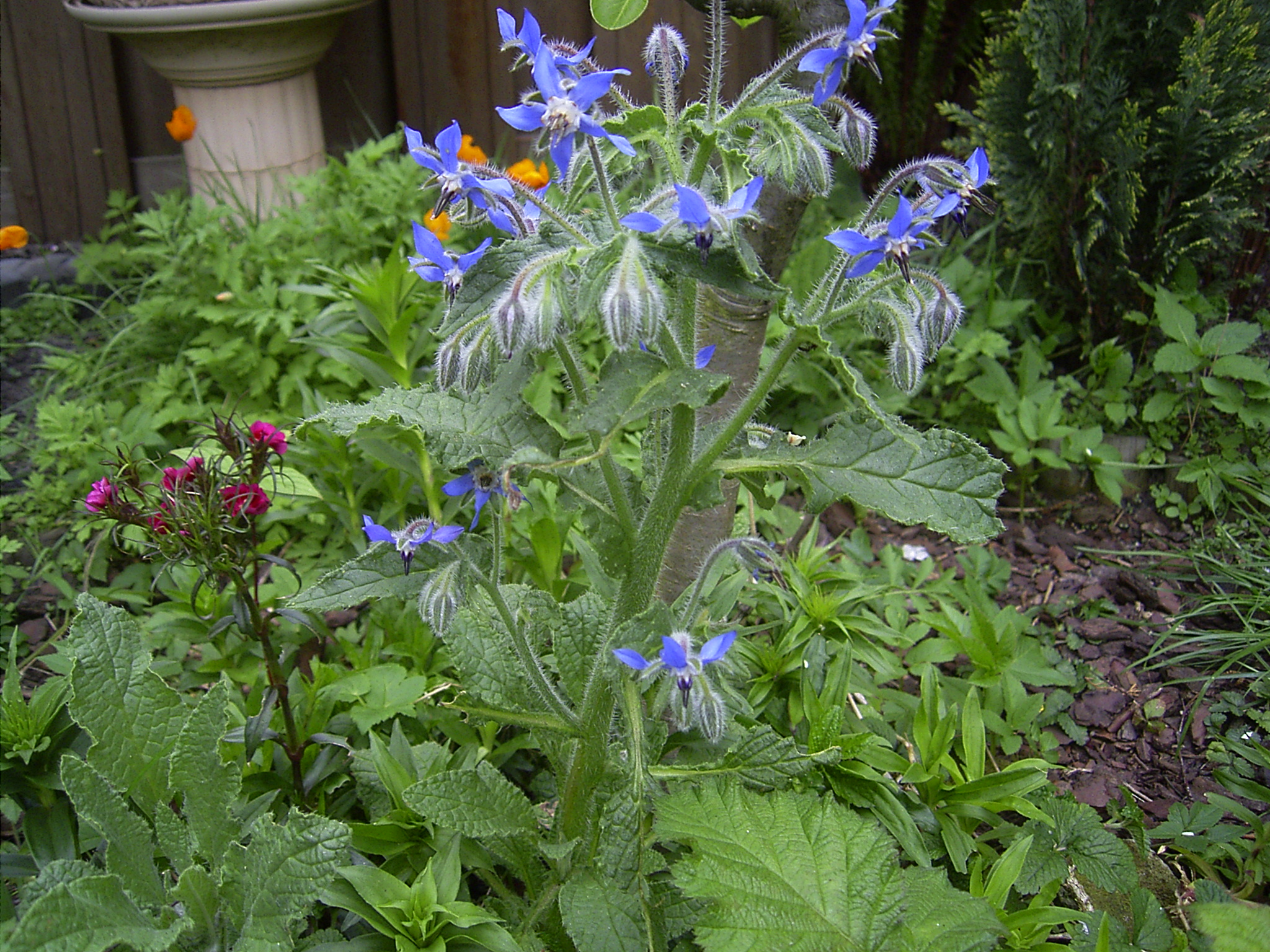
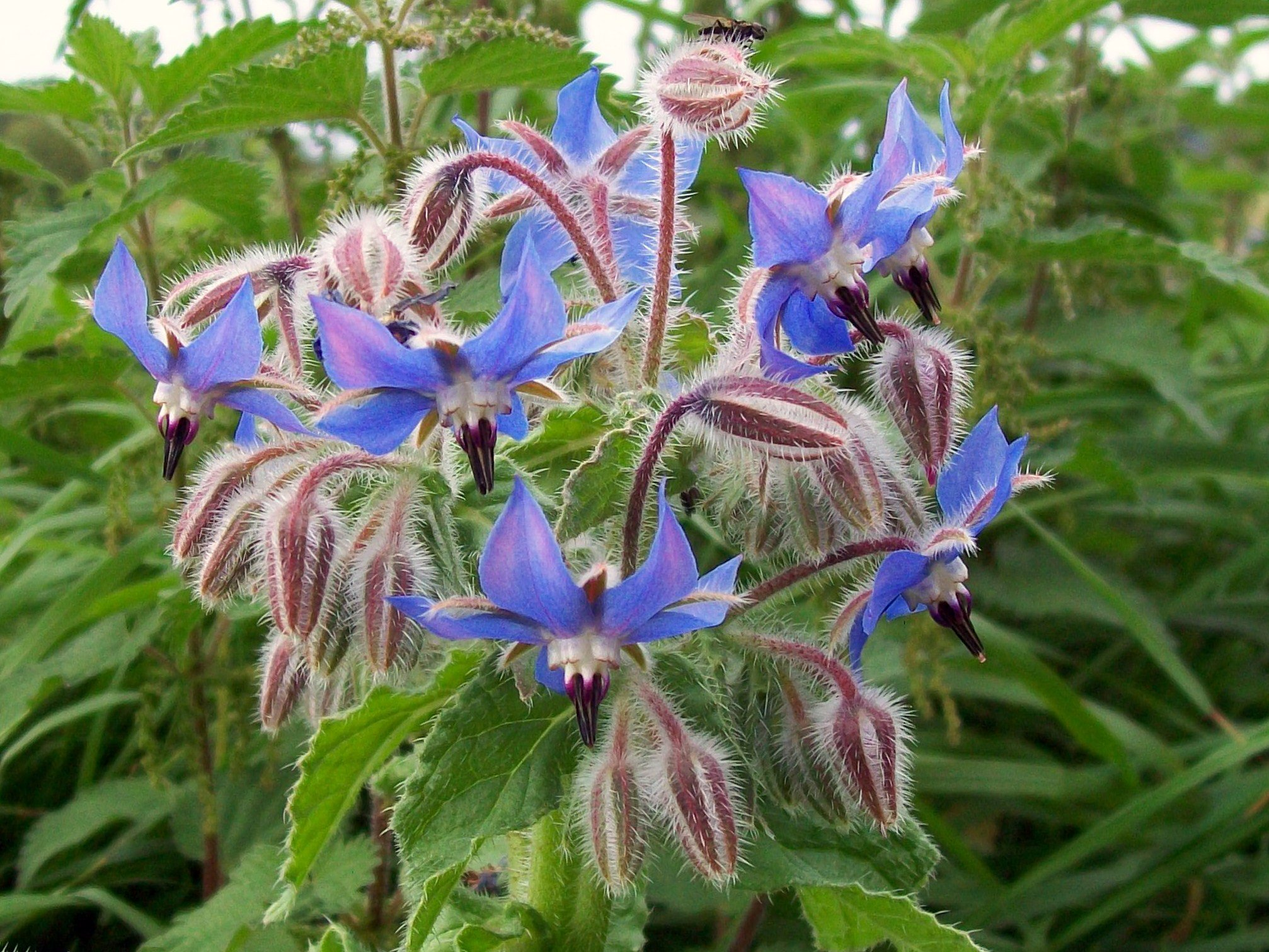